# Cycloctenus abyssinus
Espèce
Cycloctenus abyssinus est une espèce d'araignées aranéomorphes de la famille des Cycloctenidae.

## Distribution
Cette espèce est endémique de Nouvelle-Galles du Sud en Australie.

## Publication originale
- Urquhart, 1890 : On two species of Araneae new to science, from the Jenolan Caves, New South Wales. Transactions of the New Zealand Institute, vol. 22, p. 236-239 (texte intégral).